# Вирнаволокское
Вирнаволокское — озеро на территории Сосновецкого сельского поселения Беломорского района Республики Карелии.

## Общие сведения
Площадь озера — 3,8 км², площадь водосборного бассейна — 82,7 км². Располагается на высоте 119,5 метров над уровнем моря.
Форма озера лопастная, продолговатая: оно вытянуто с северо-запада на юго-восток. Берега каменисто-песчаные, преимущественно заболоченные.
Озеро входит в цепочку озёр «Верхнее Венозеро → Венъярви → Вирнаволокское → Серноярви», через которые протекает водоток без названия, впадающий в озеро Берёзовое. Последнее соединяется короткой протокой с озером Тунгудским, через которое протекает река Тунгуда, впадающая в реку Нижний Выг.
В залив на северо-восточной стороне озера впадает ручей Лубож, вытекающий из озера Кулаковского.
В восточной части озера расположен один остров без названия.
К югу и востоку от озера проходит лесная дорога.
Код объекта в государственном водном реестре — 02020001311102000008593.